# Saperda populnea lapponica
Saperda populnea lapponica es una subespecie de escarabajo longicornio del género Saperda, tribu Saperdini, subfamilia  Lamiinae. Fue descrita científicamente por Wallin, Kvamme & Bergsten en 2017.

## Descripción
Mide 8-13,5 milímetros de longitud.

## Distribución
Se distribuye por Finlandia, Noruega, Rusia y Suecia.